# Zbór Kościoła Zielonoświątkowego w Żarach
Zbór Kościoła Zielonoświątkowego w Żarach – zbór Kościoła Zielonoświątkowego w RP znajdujący się w Żarach, przy ulicy Podchorążych 14a.
Nabożeństwa odbywają się w niedzielę o godzinie 10:00. 